# خبز عربي
الخبز العربي أو خبز البيتا أو الخبز البلدي أو خبز الكماج أو الخبز اللبناني (باليونانية: πίτα)‏ هو خبز مفرود ليّن مخمّر قليلاً، يصنع من دقيق القمح. يستخدم بشكل رئيسي في منطقة الشرق الأوسط، ودول حوض البحر الأبيض المتوسط والبلقان.
يستخدم الخبز العربي للتغميس ولتناول المقبلّات كالحمص واللبنة ويستخدم لعمل الشطائر المختلفة مثل الشاورما وساندويشات الفلافل والجبنة وغيرها.
يعد خبز البيتة أو الخبز العربي من أكثر أنواع الخبز الشائعة استخدامها في منطقة البحر الأبيض المتوسط والشرق الأوسط والمناطق المجاورة. يطلق عليه أيضا الخبز السوري وفي الغرب يطلق عليه البيتة، يتميز الخبز العربي بشكله المسطح المستدير المخمر بالخميرة والمخبوز من دقيق القمح والذي يحتوي أحيانا على فراغ أو جيب داخله.

## التاريخ
تعود جذور الخبز العربي إلى الشرق الأوسط في عصور ما قبل التاريخ، وهناك أدلة منذ حوالي 14500 عام وتحديدا خلال العصر الحجري تدل على أن النطوفيين الذين سكنوا في ما يعرف الآن بالشرق الأوسط صنعوا نوعا من الخبز المسطح من الحبوب البرية. كان القمح والشعير من أوئل المحاصيل المحلية في العصر الحجري منذ حوالي 10000 عام في منطقة الهلال الخصيب، فقد كان للخبز أهمية مركزية في المجتمعات مثل الثقافة البابلية في بلاد ما بين النهرين قبل 4000 عام، حيث دونت أقدم سجلات ووصفات صنع الخبز، ويتم صنع الخبز المسطح في التنور ويعرف الآن بخبز التندور أو خبز التنور وهو يشبه إلى حد كبير خبز الطابون، ويعد عنصرا أساسيا في نظامهم الغذائي.

## الاشتقاق
ورد ذكر كلمة بيتا في اللغة الإنجليزية في قاموس أوكسفورد الإنجليزي لأول مرة عام 1936. تم استعارة هذه الكلمة من اليونانية الحديثة πίτα بتأثرها من اليونانية البيزنطية πίτα وتعني خبز أو فطيرة أو كعكة ومن المحتمل أيضا من اليونانية القديمة πίττα أو πίσσα أو πικτή وتعني المعجنات المخمرة والتي ربما انتقلت إلى اللاتينية لبيستا "picta". في اللغة العربية الشامية تطورت إلى فتة. يوجد فرضيات أخرى تفترض أن الكلمة تعود إلى اللغة العبرية الكلاسيكية والتي تعني لقمة الخبز פת.
تم استعارة كلمة بيتا من قبل اللغة التركية وتظهر في لغات البلقان مثل بيتا الصربية الكرواتية أو بيتا الرومانية أو بيتا الألبانية أو بيتكا أو بيتا البلغارية. على الرغم من أن كلمة بيتا في اللغات الصربية الكرواتية تستخدم للإشارة إلى معجنات البوريك. في اللغة العربية تستخدم أحيانا عبارة خبز البيتة لكن يشاع استخدام الأسماء الأخرى كالخبز أو الخبز العربي أو خبز الكماج، في مصر يطلق عليه عيش أو عيش بلدي بمعنى الخبز الريفي أو المحلي. تعني كلمة «عيش» الحياة، مما يبرز أهمية الخبز العربي في الثقافة المصرية. وفي اليونانية، يُطلق على الخبز العربي اسم المعجنات العربية aravikē pita.

## التحضير

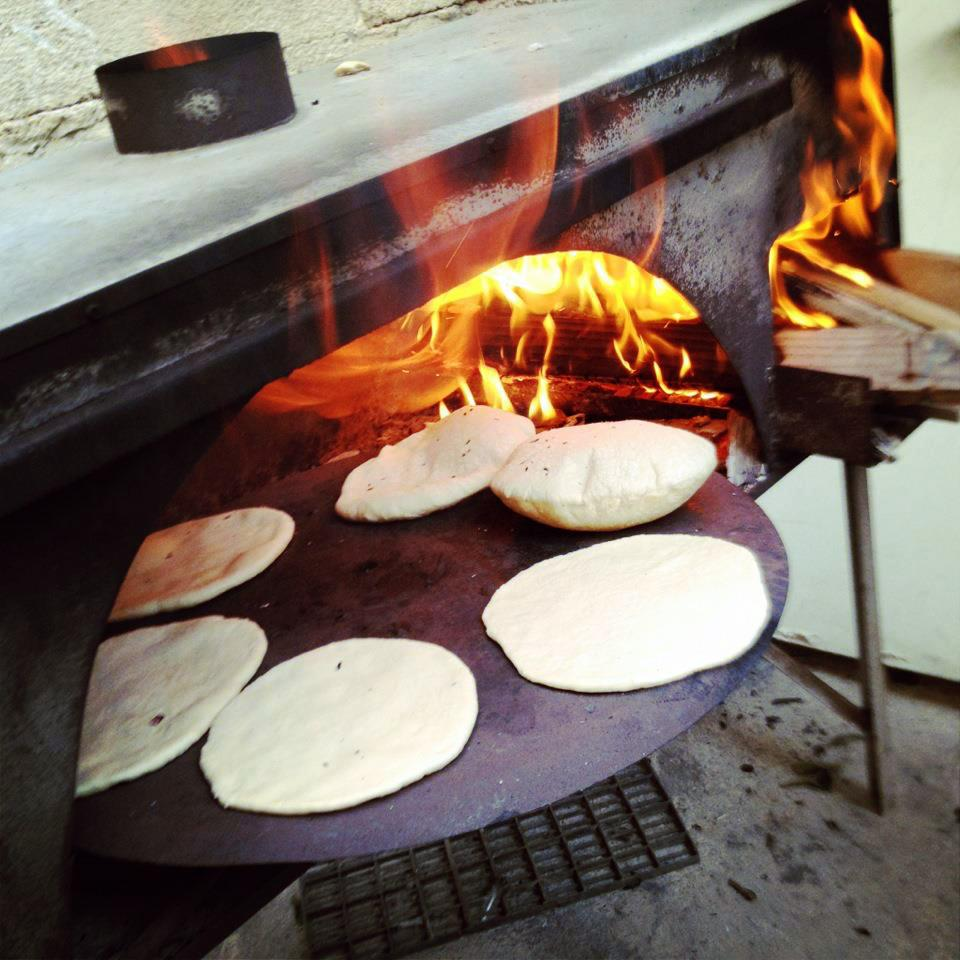
التحضير

يخبز الخبز العربي في درجات حرارة عالية (450-475 درجة فهرنهايت (232-246 درجة مئوية))، مما يحول الماء الموجود في العجين إلى بخار ويتسبب في انتفاخ الخبز وتشكيل جيب. عند إخراجها من الفرن، تظل طبقات العجين المخبوزة منفصلة داخل الخبز المفرغ من الهواء، مما يسمح بفتح الخبز لتشكيل جيب. ومع ذلك، يتم خبزه في بعض الأحيان بدون جيوب. يتم تحضير الخبز العربي التجاري الحديث على خطوط أوتوماتيكية متقدمة. تتمتع هذه الخطوط بقدرات إنتاجية عالية، حيث تعالج الصوامع ما يقارب 100000 رطل (45000 كجم) من الدقيق في وقت واحد وتنتج آلاف الرغيف في الساعة. الأفران المستخدمة في الخبز التجاري أكثر سخونة من أفران الطين التقليدية - 800-900 درجة فهرنهايت (427-482 درجة مئوية) - لذلك يتم خبز كل رغيف لمدة دقيقة واحدة فقط. يتم بعد ذلك تبريد الخبز بالهواء لمدة 20 دقيقة تقريبًا على سيور ناقلة قبل شحنها على الفور أو تخزينها في مجمدات تجارية تحفظ بها عند درجة حرارة 10 فهرنهايت (-12 درجة مئوية).

## الاستخدام
يمكن استخدام الخبز العربي لغمسه في الصلصات أو الغموس مثل الحمص، أو لف الكباب أو الجيروس أو الفلافل بطريقة السندويشات. يمكن أيضًا تقطيعه وتحميصه إلى رقائق خبز مقرمشة.
في المطبخ التركي، قد تشير كلمة بيدا إلى ثلاثة أنواع مختلفة من الخبز: خبز مسطح مشابه لتلك التي يتم تناولها في اليونان والدول العربية، طبق يشبه البيتزا حيث يتم وضع الحشوة على عجينة (غالبًا على شكل قارب) قبل الخبز، وخبز رمضان. يتم استخدام النوع الأول من البيدا في لف أنواع مختلفة من الكباب، بينما يتم تغطية النوع الثاني بالجبن أو اللحم المفروم أو غيرها من اللحوم الطازجة أو المعالجة و/ أو الخضار. الاختلافات الإقليمية في الشكل وتقنية الخبز والطبقة تخلق طابعا مميزا لكل منطقة.
في قبرص، عادة ما تكون خبز البيتة مستديرة ورقيقة ومخبوزة على مقلاة من الحديد الصلب. يتم استخدامه في طبق كباب سوفلاكية وكباب شفطاليا وجبن الحلوم مع اللحم المقدد، والجيروس. في اليونان، تعني كلمة بيتا «المعجنات» وعادة ما تستخدم للعديد من الكعك والمعجنات مثل سبانكوبيتا (فطيرة السبانخ) وكاريدوبيتا (كعكة الجوز) التي لا علاقة لها باللغة الإنجليزية «بيتا» الخبز المسطح. الخبز التقليدي في المطبخ اليوناني عبارة عن أرغفة مخمرة، مثل المستديرة καρβέλι karvéli أو المستطيلة φραντζόλα frantzóla. هذا النمط من خبز البيتة، في معنى الكلمة الإنجليزية، يستخدم بشكل حصري تقريبًا كغلاف للكباب السوفلاكي أو الجيروس مزين عادةً بمزيج من صلصة تزاتزيكي والطماطم والبصل والبطاطس المقلية.

## معرض الصور

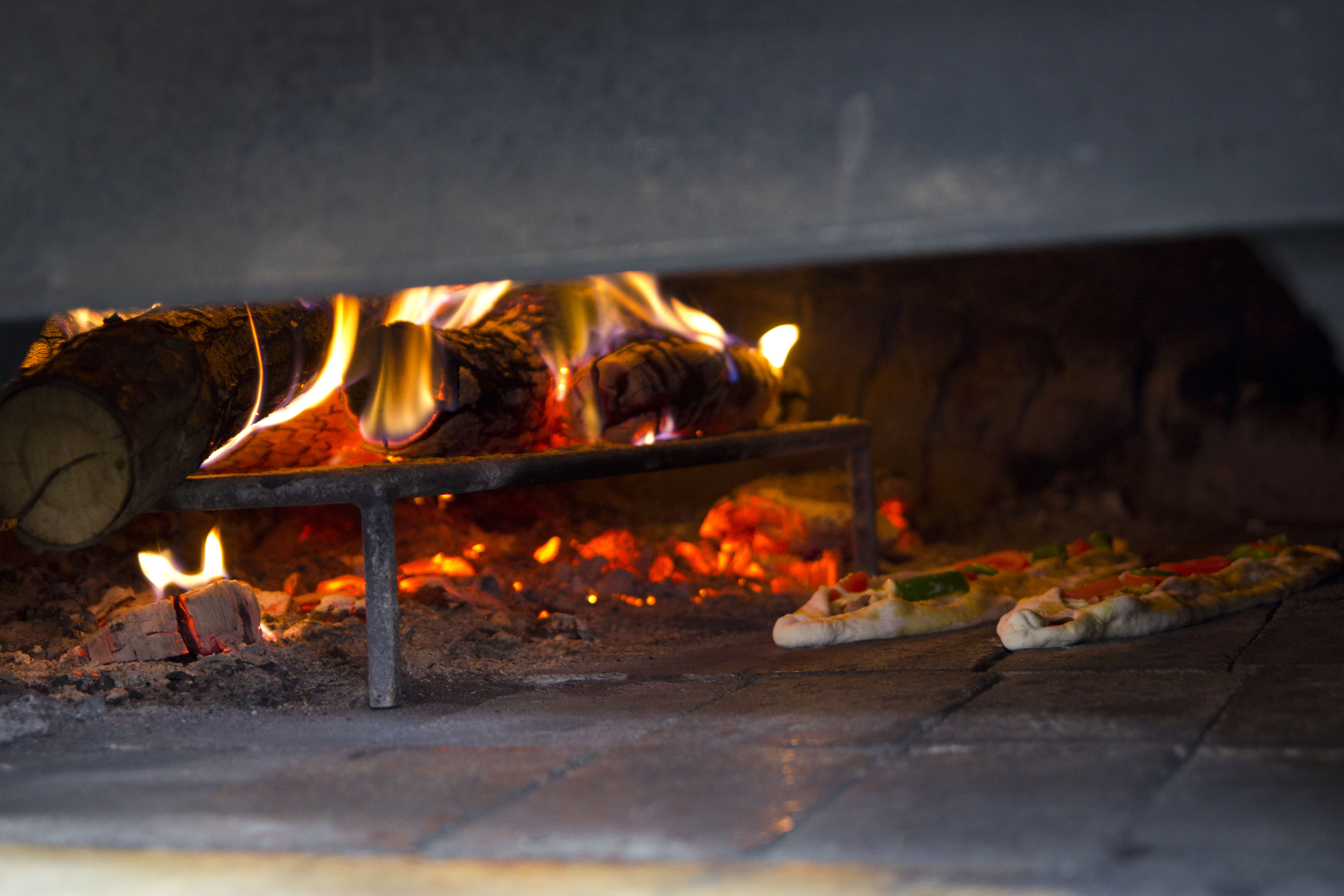
خبز البيد في فرن الحطب في إسطنبول
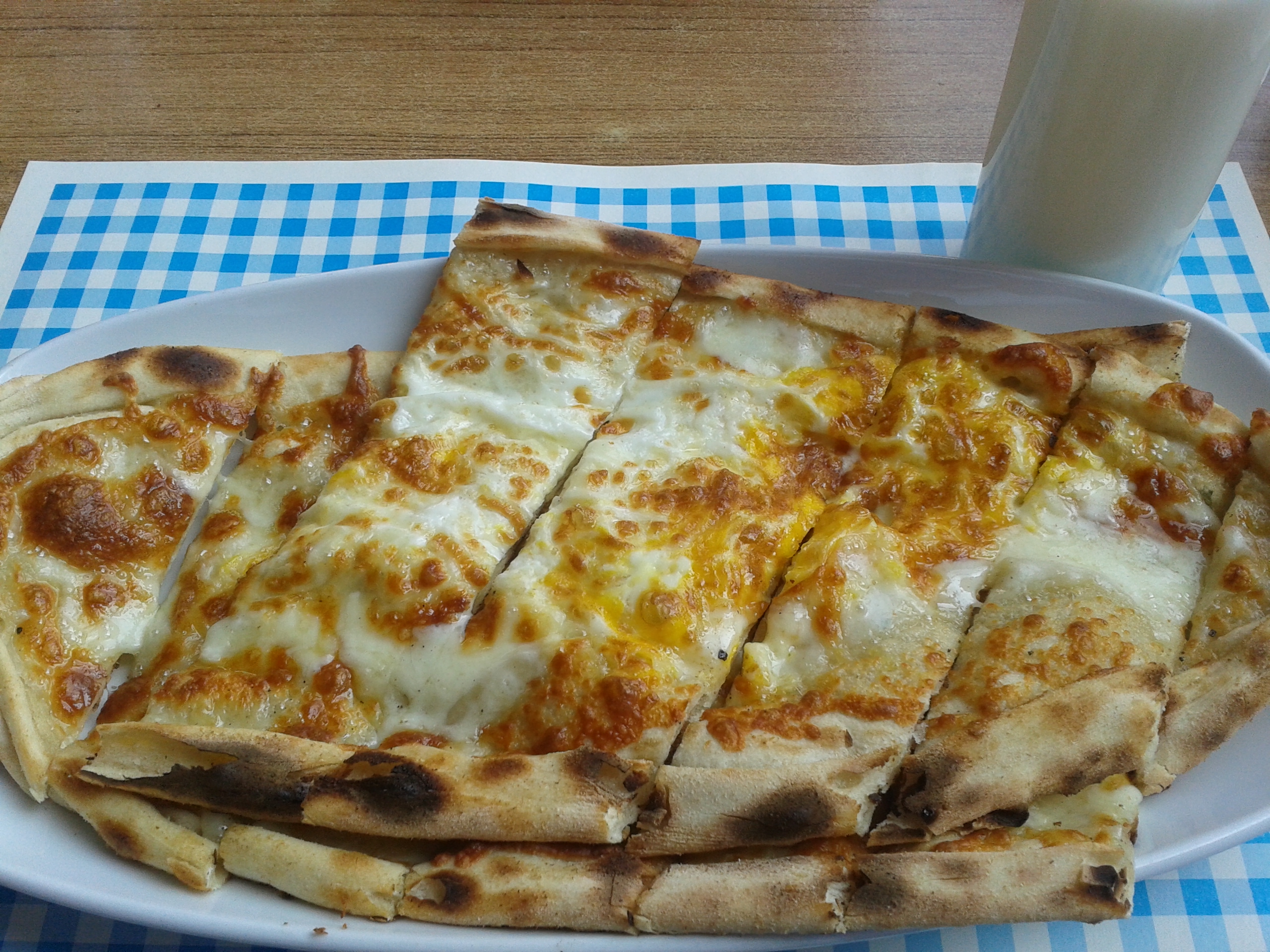
كارادينيز بيديسي من تركيا مغطاة بجبن كاسيري
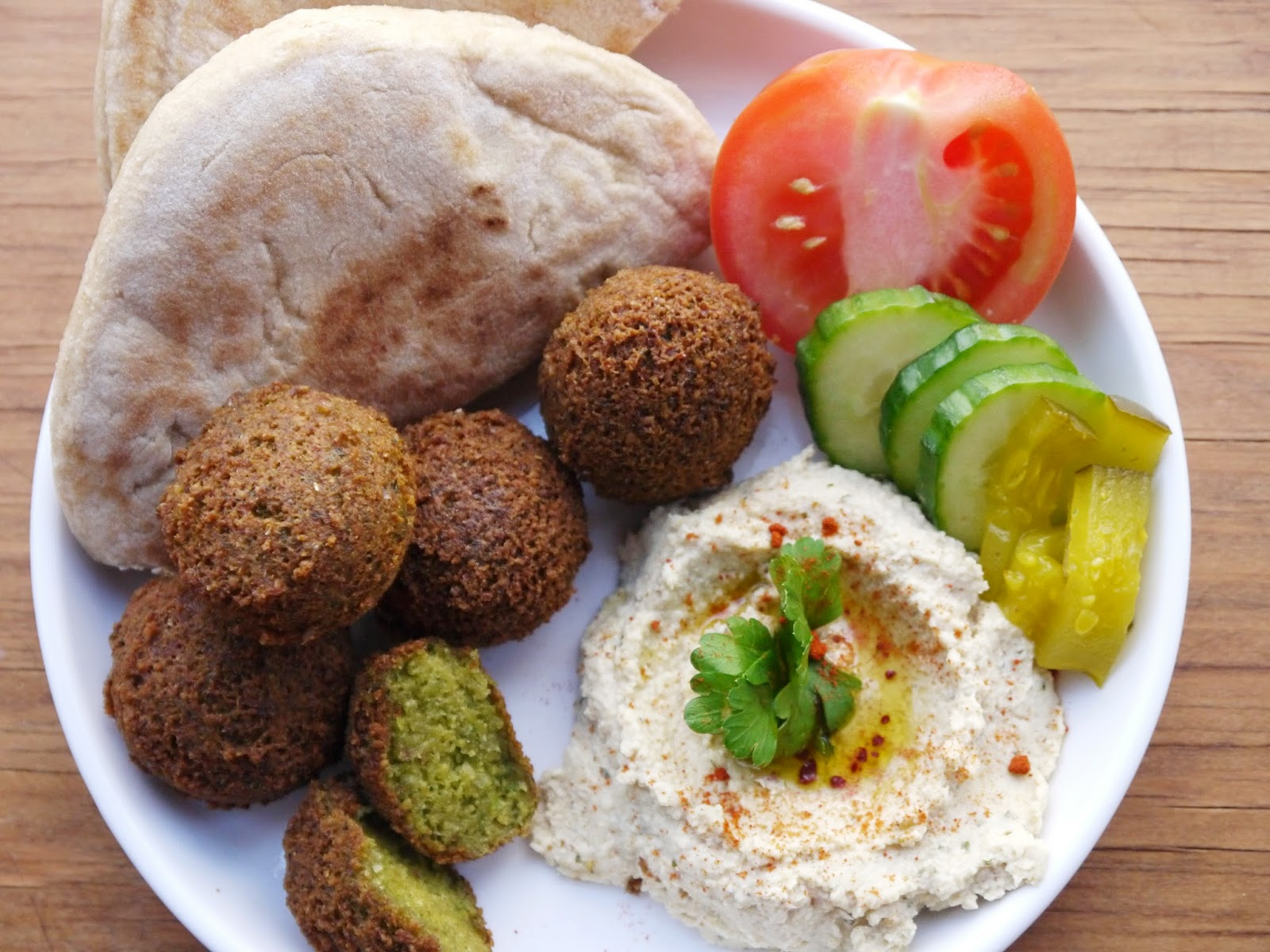
وجبة افطار مطبخ فلسطيني مكونة من فلافل، حمص، مخلل وخبز عربي
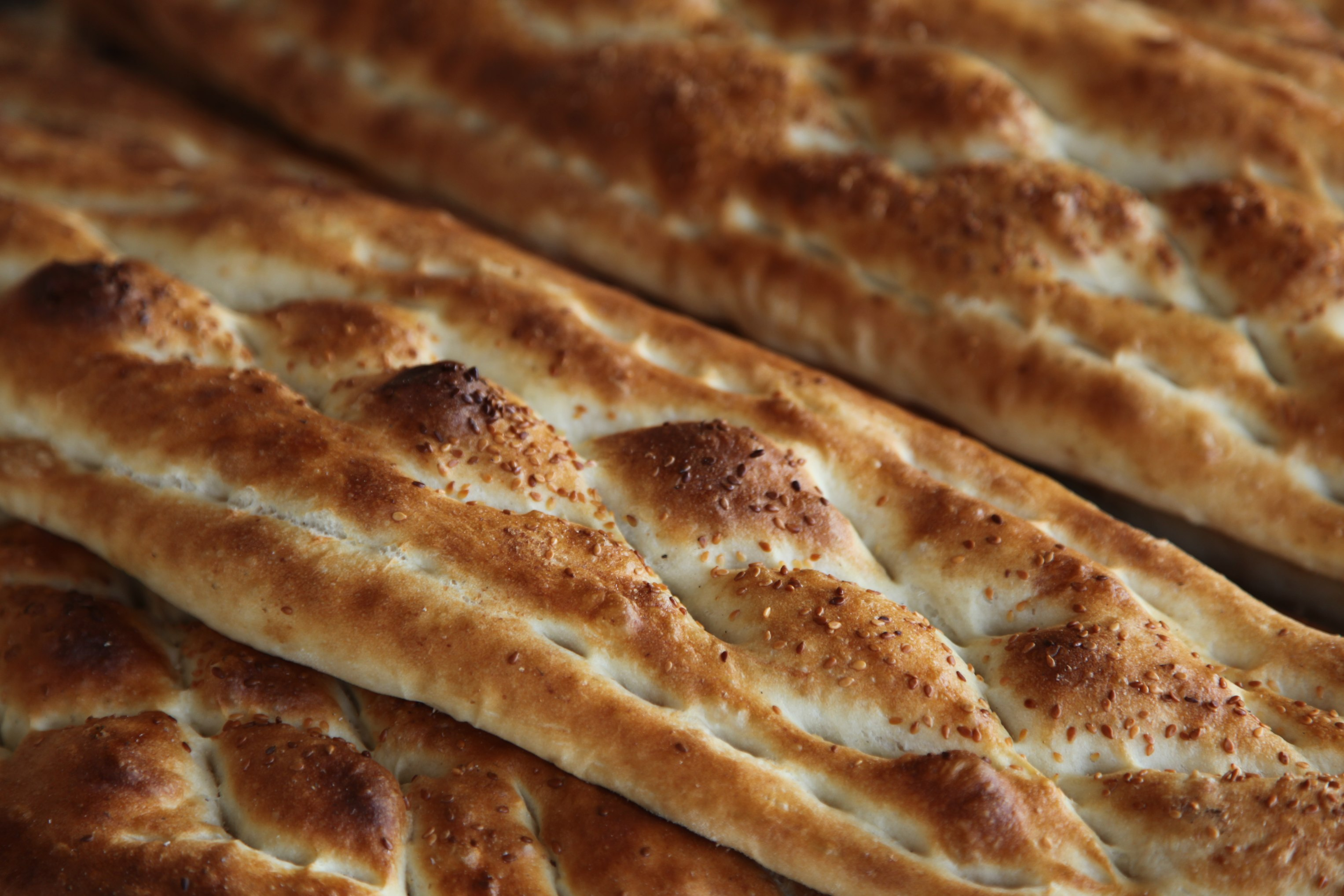
فطيرة رمضان
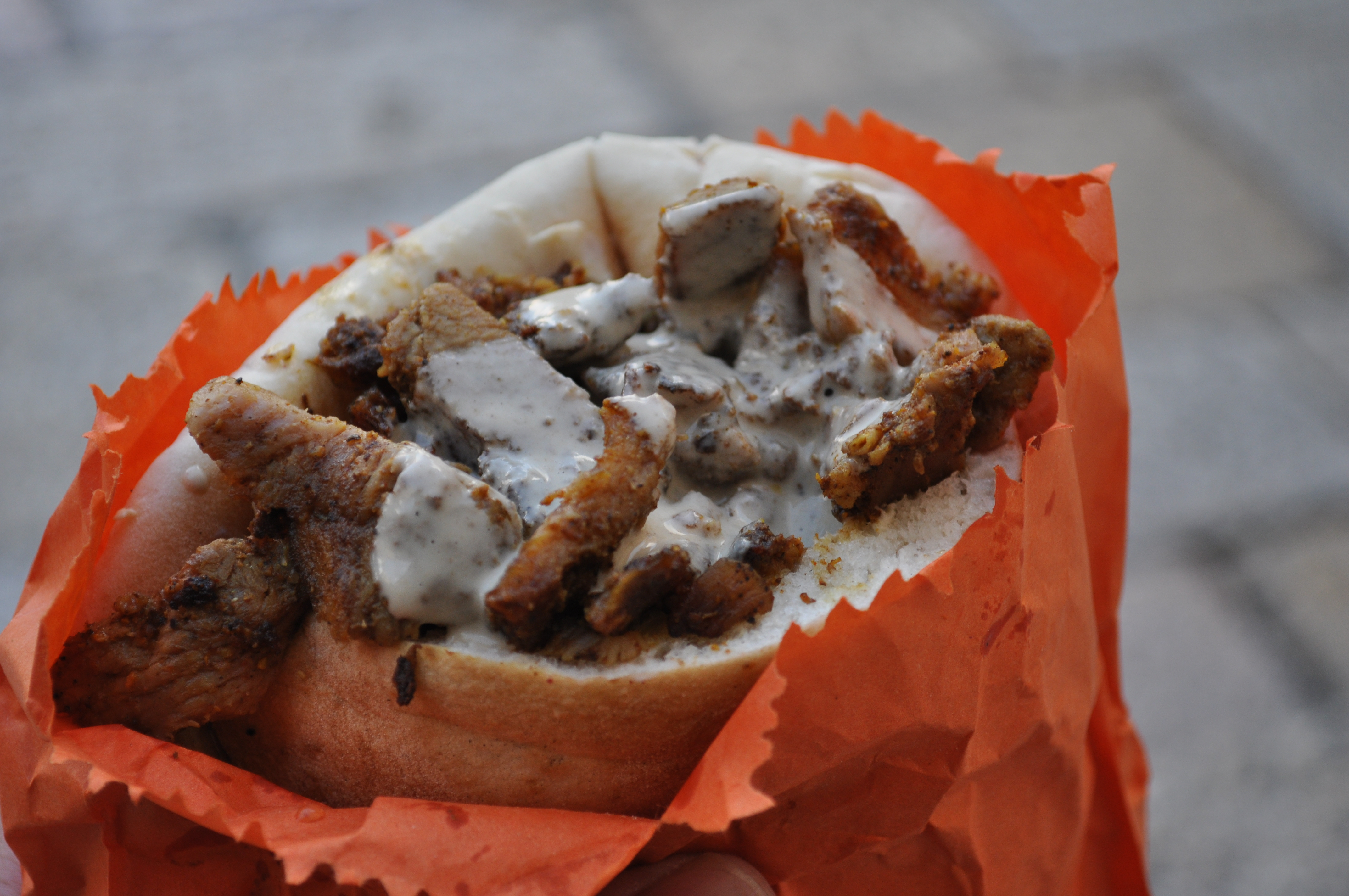
شاورما في القدس
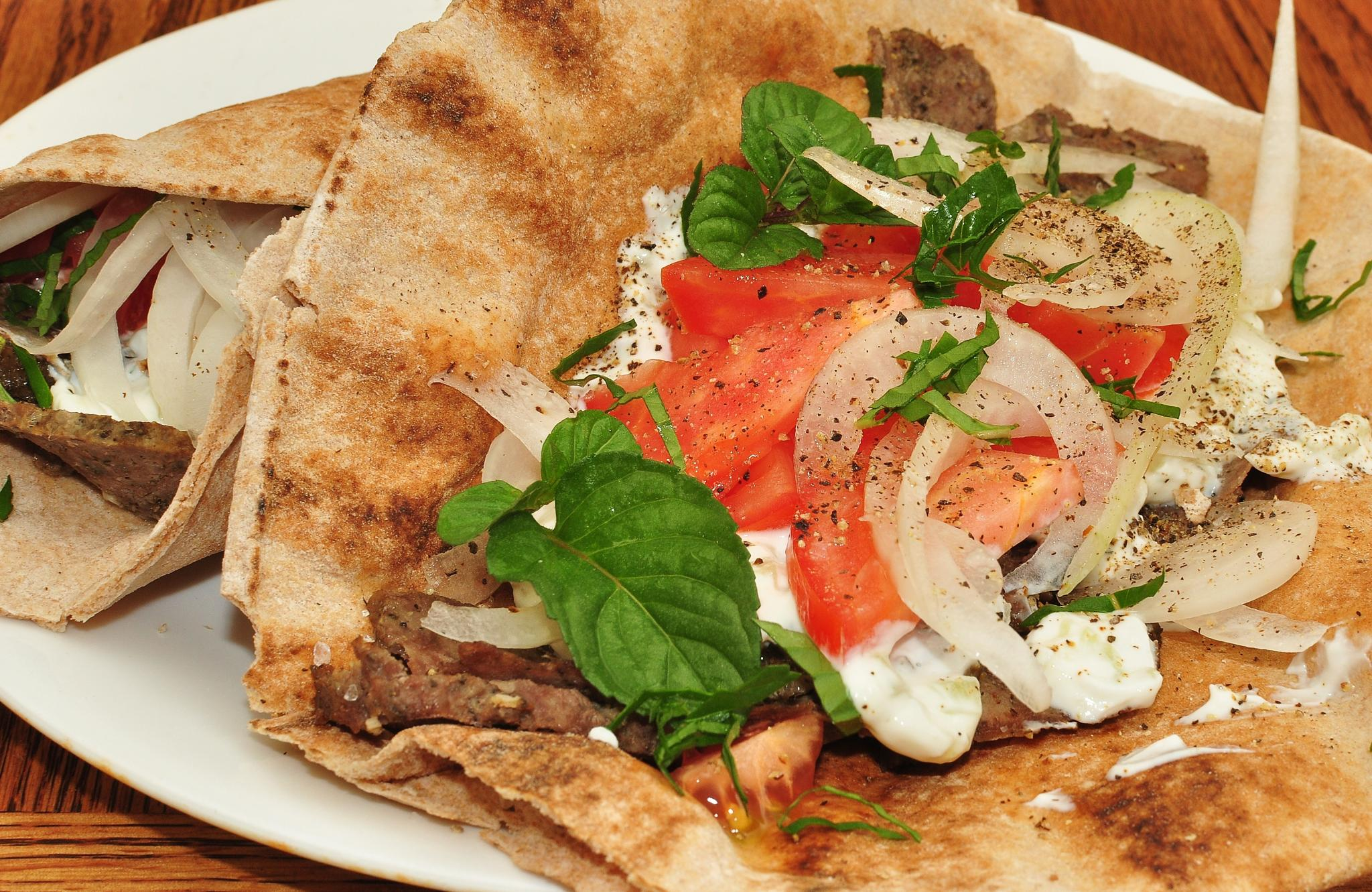
لفائف غيرو بيدي
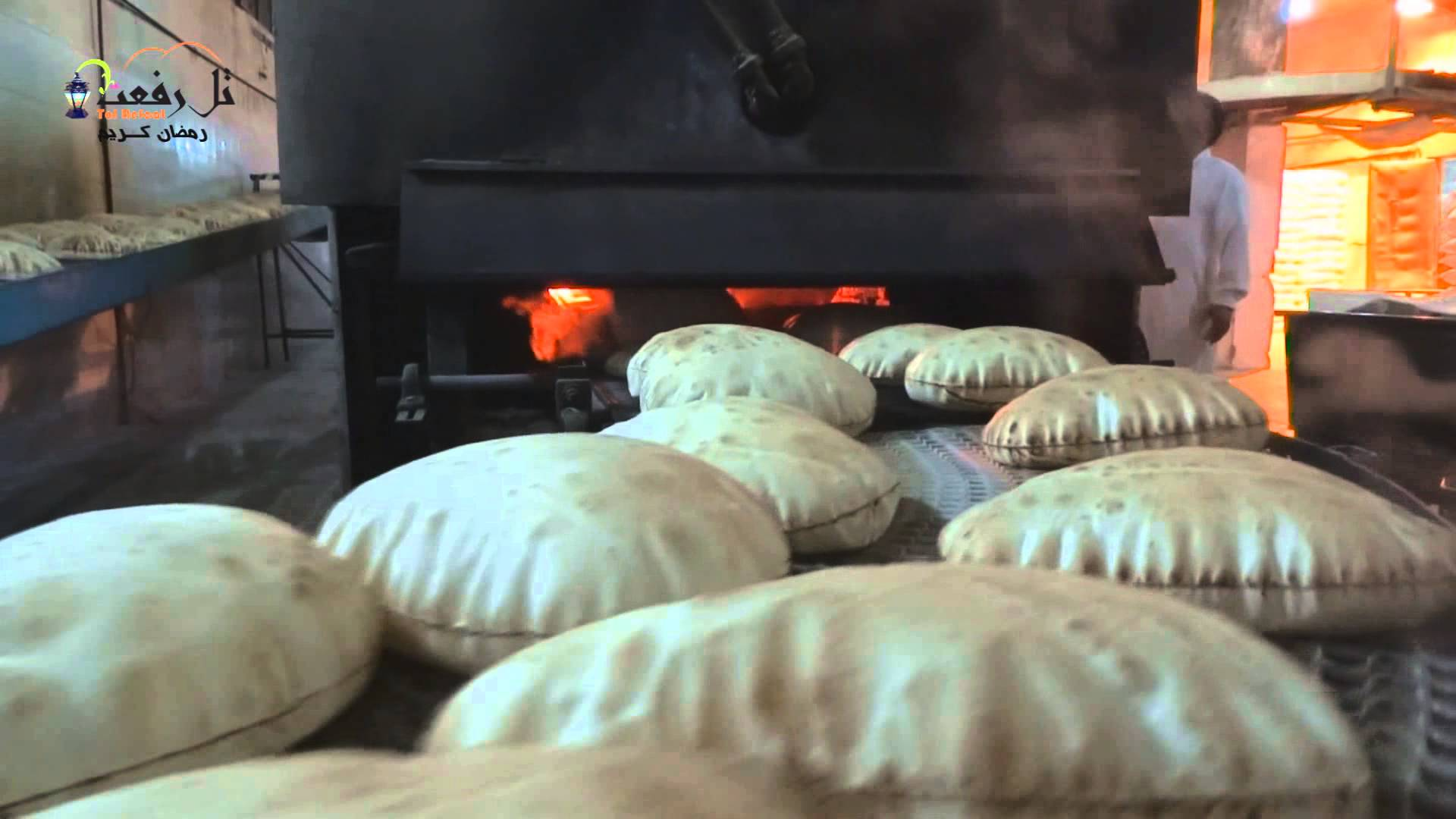
خبز عربي مخبوز على ناقل في تل رفعت، سوريا
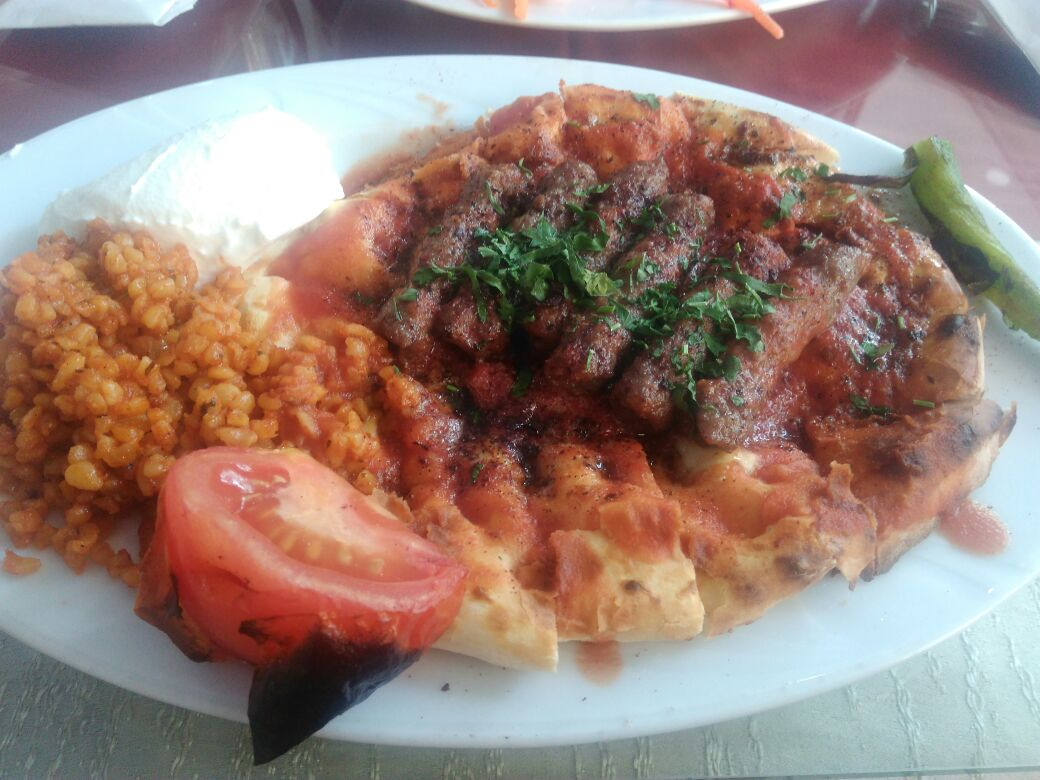
كباب يقدم فوق خبز البيد مع بيلاف
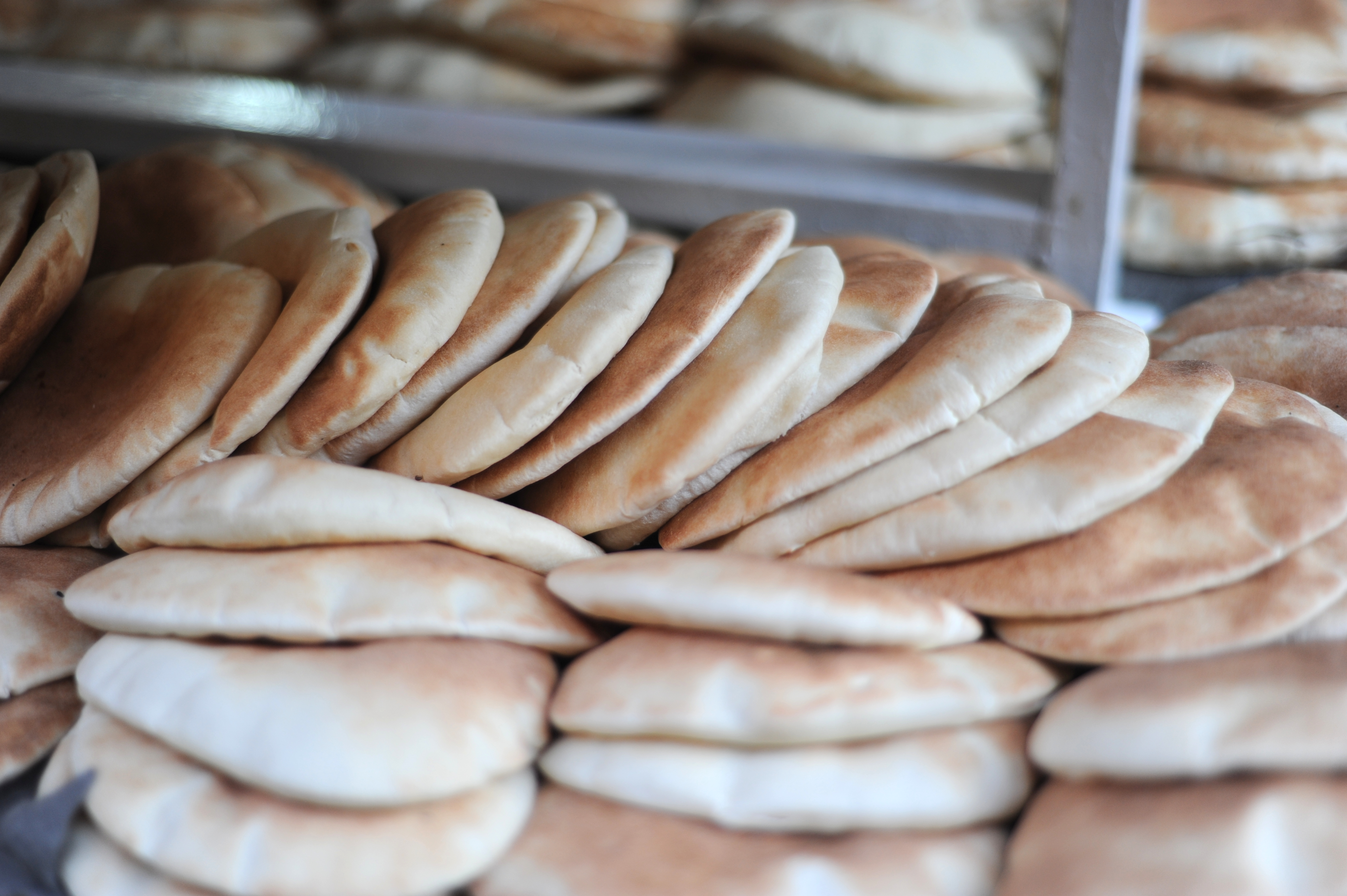
خبز البيتا المسطح المخمر بالخميرة.
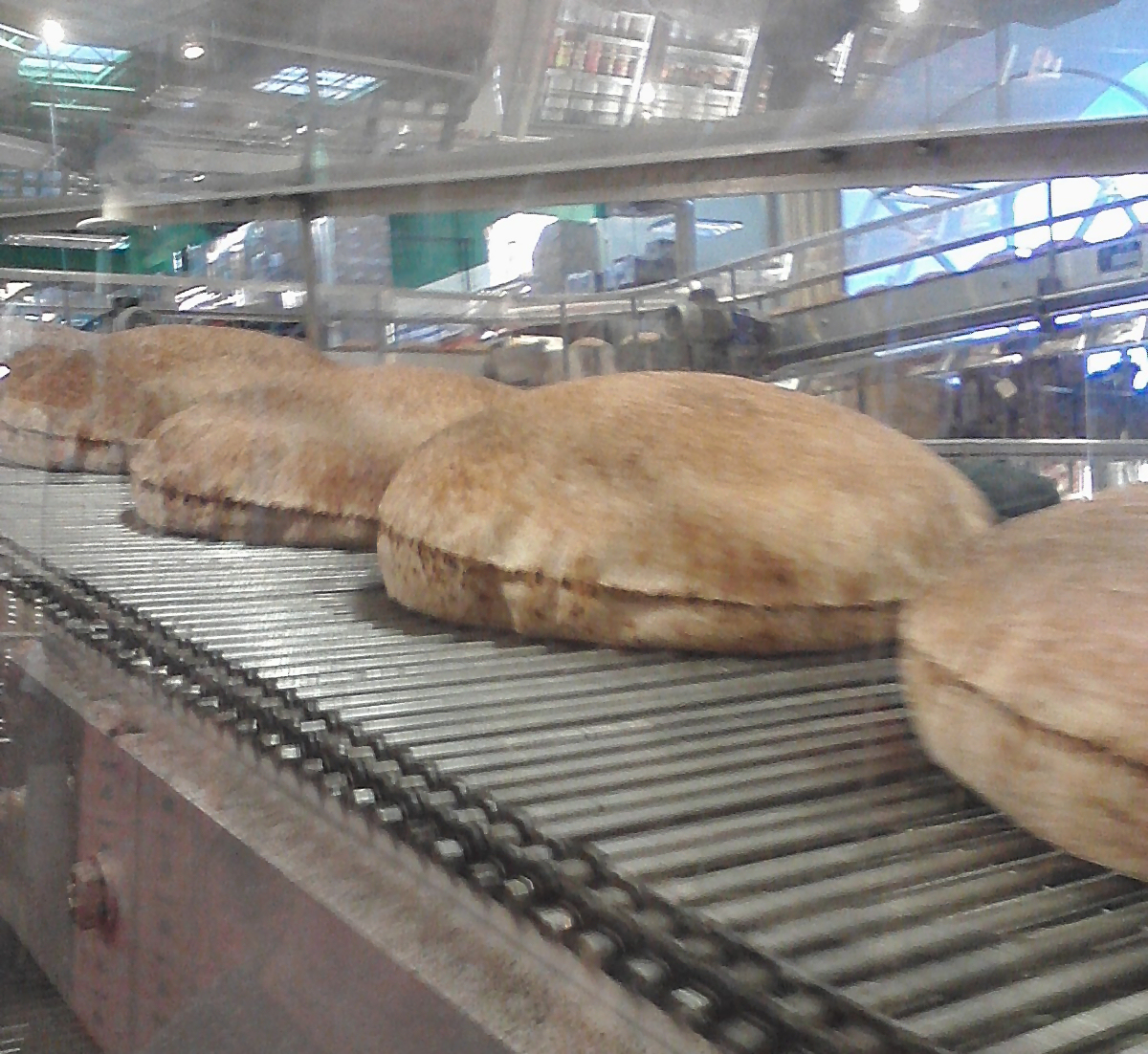
الخبز العربي المعروف بـ: خبز البيتا او الخبز السياحي أو الخبز العسكري.
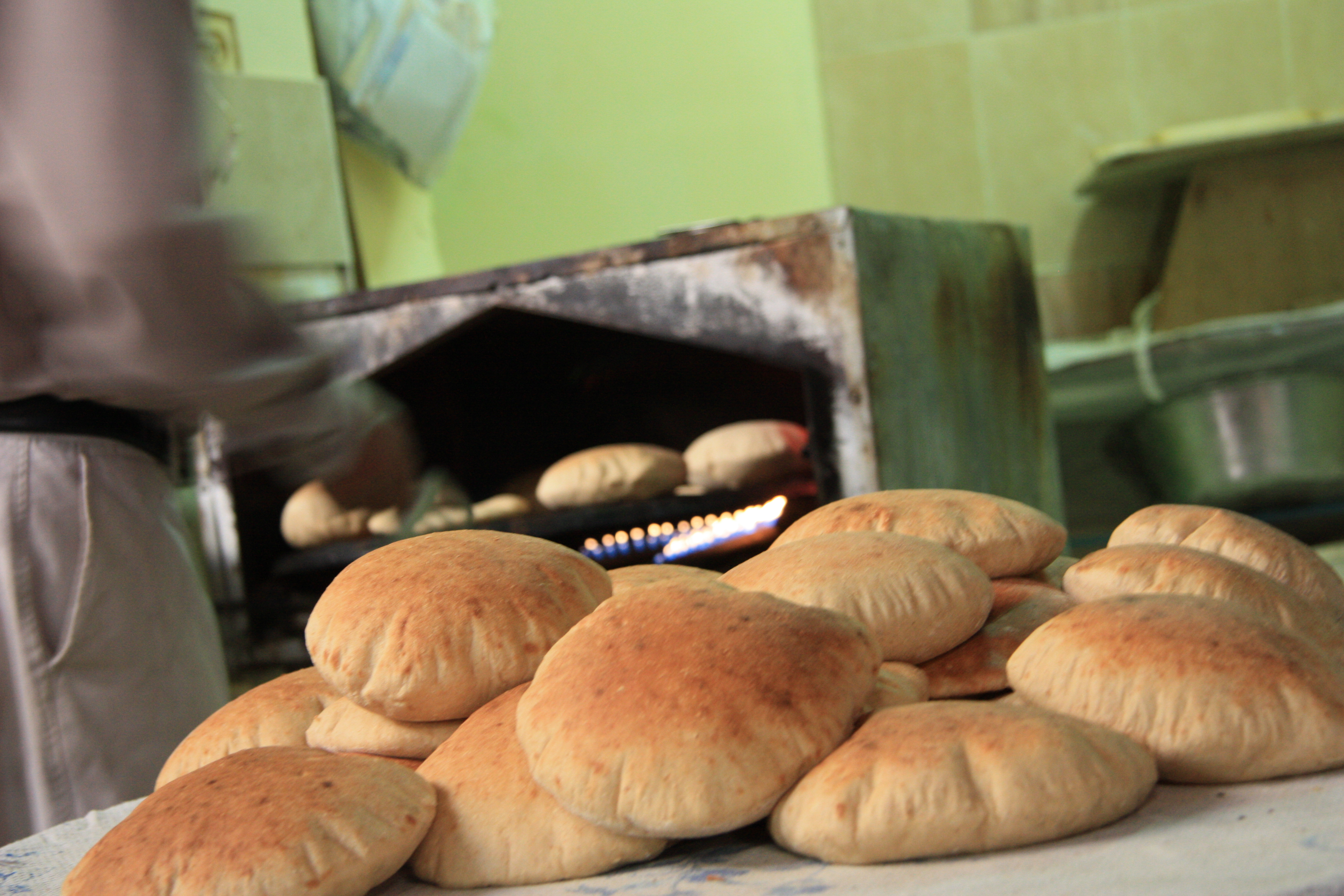

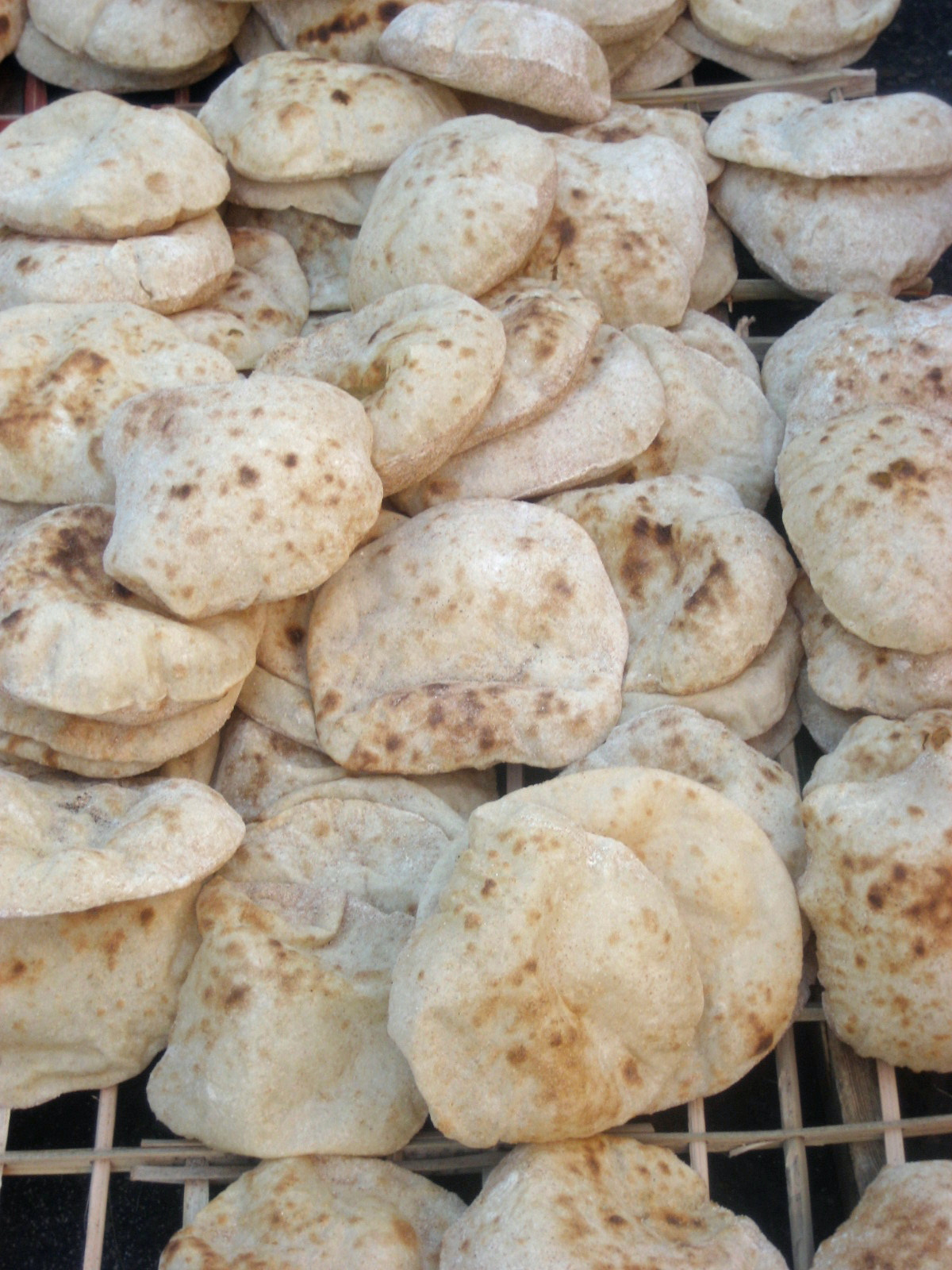
شكل الخبز العربي (العيش البلدي) بعد أخراجه من الفرن